# Baruth (herb szlachecki)
Baruth – śląski herb szlachecki.

## Opis herbu
Opis zgodnie z klasycznymi regułami blazonowania:
W polu złotym byk stojący czarny, z uniesioną prawą przednią nogą i zadartą głową.
Klejnot: Samo godło.
Labry: Czarne, podbite złotem.

## Herbowni
Baruth.